# Knut Tørum
Knut Kjartan Tørum é um treinador de futebol norueguês em início de carreira. Apesar de treinar há pouco tempo, já conquistou um Campeonato Norueguês e por duas vezes, ambas em 2006, foi eleito o treinador do campeonato no mês, em Agosto e em Outubro.

## Títulos

### Coletivos
- Tippeligaen - 2006

### Individuais
- Treinador do mês do Campeonato Norueguês:
  - 2006: Agosto e Outubro